# تحليل العناصر

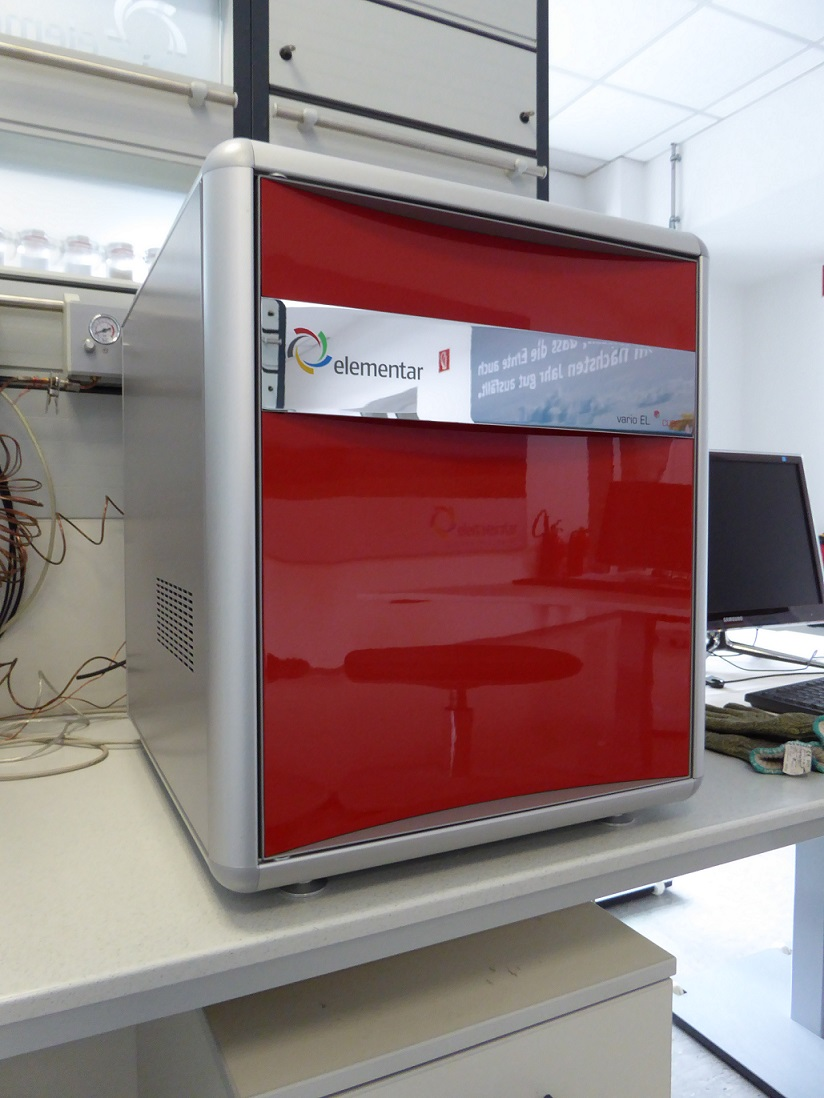
محلل العناصر الحديث Elementar، النوع "vario EL cube"، سنة الإنشاء 2011

تحليل العناصر عبارة عن تقنية مستخدمة في الكيمياء التحليلية تجرى على عينات من المواد لمعرفة تركيبها من العناصر المكونة لها. يمكن لتحليل العناصر أن يكون كمّياً ويمكن أن يكون نوعياً.
بالنسبة للعينات العضوية فإنه غالباً ما يشار لتحليل العناصر بتحليل CHNX وذلك لتحديد الكسر الكتلي للكربون والهيدروجين والنيتروجين والذرات غير المتجانسة الأخرى مثل الكبريت أو الهالوجينات في العينة. تفيد نتائج تحليل العناصر في معرفة بنية المركبات غير المعروفة، بالإضافة إلى تأكيد بنية ونقاوة مركبات مصطنعة مخبرياً.

## الأسلوب
إن أكثر أساليب تحليل العناصر شيوعاً هو باستخدام طريقة التحليل بالاحتراق، حيث تحرق العينة بوجود كمية فائضة من الأكسجين. بوجود مصائد مختلفة تحجز نواتج الاحتراق من ثنائي أكسيد الكربون والماء وأحادي أكسيد النيتروجين. تستخدم كتلة نواتج الاحتراق لحساب تركيب وبنية عينة غير معروفة.